# بيتر هيوز (سياسي)
بيتر هيوز (بالإنجليزية: Peter Hughes)‏ هو سياسي أسترالي، ولد في 28 يوليو 1932.